# Emily Bett Rickards
Emily Bett Rickards (* 24. července 1991, Vancouver, Britská Kolumbie, Kanada) je kanadská herečka, která se nejvíce proslavila rolí Felicity Smoak v seriálech stanice The CW Arrow, The Flash a Legends of Tomorrow.

## Životopis
Narodila se a vyrostla na západním pobřeží Kanady. S hereckou kariéru už začala jako malá, nejdříve se věnovala divadlu a tanci. Po střední škole navštěvovala Vancouverskou filmovou škola. Také studovala v Alida Vocal Studio ve Vancouveru.

## Kariéra
V roce 2008 se objevila ve videoklipu skupiny Nickelback k písničce "Never Gonna Be Alone". V roce 2012 nastal zlom v kariéře, když získala roli Felicity Smoak v seriálu stanice The CW Arrow. Původně se měla objevit v jedné epizodě jako host, ale kvůli neuvěřitelné chemii s Stephenem Ammelem a pozitivní reakcí fanoušků, získala kontrakt na vedlejší roli v první sérii a pro druhou sérii byla její role dokonce povýšena na roli hlavní. Následující rok získala roli v televizním filmu Romeo Killer: The Chris Porco Story.
V roce 2014 se také objevila v dalším seriálu stanice The CW The Flash, kde si také zahrála roli Felicity Smoak. Ten samý rok si zahrála Kristin ve filmu Dakota's Summer.

## Filmografie

### Film
| Rok  | Název                  | Role             | Poznámky            |
| ---- | ---------------------- | ---------------- | ------------------- |
| 2012 | Random Acts of Romance | mladá žena       |                     |
| 2012 | Bacon and Eggs         | Dite             | krátkometrážní film |
| 2012 | Flicka: Country Pride  | Mary Malone      |                     |
| 2014 | Dakota's Summer        | Kristin Rose     |                     |
| 2015 | Normal Doors           | Meg              | krátkometrážní film |
| 2015 | Brooklyn               | Patty McGuire    |                     |
| 2016 | Sidekick               | Emma / princezna | krátkometrážní film |
| 2017 | Axis                   | Caitlin (hlas)   |                     |
| 2018 | Funny Story            | Kim              |                     |
| 2018 | Slumber                | Stevens          |                     |
| —    | We Need to Talk        | Amber            |                     |

### Televize
| Rok       | Název                               | Role                       | Poznámky                                                                      |
| --------- | ----------------------------------- | -------------------------- | ----------------------------------------------------------------------------- |
| 2012–2020 | Arrow                               | Felicity Smoak / Overwatch | Hlavní role (2.–7. řada), vedlejší role (1. řada), hostující role (8. řada)   |
| 2013      | Romeo Killer: The Chris Porco Story | Lauren Phillips            | TV fIlm                                                                       |
| 2014–2017 | The Flash                           | Felicity Smoak             | vedlejší role, 8 dílů                                                         |
| 2016–2017 | Legends of Tomorrow                 | Felicity Smoak             | vedlejší role, 4 díly                                                         |
| 2016      | Comedy Bang! Bang!                  | Becky Simmons              | díl: „Joe Jonas Wears a Maroon and Gold Letterman Jacket with White Sneakers“ |
| 2016      | Superhero Fight Club 2.0            | Felicity Smoak             | krátké promo video                                                            |
| 2016      | Whose Line Is It Anyway?            | Samu sebe                  | 1 díl                                                                         |
| 2017      | Vixen: The Movie                    | Felicity Smoak (hlas)      | TV film                                                                       |
| 2017      | Supergirl                           | Felicity Smoak             | díl: „Crisis on Earth X, Part 1“                                              |

### Internet
| Rok       | Název                      | Role                  | Poznámky                   |
| --------- | -------------------------- | --------------------- | -------------------------- |
| 2013      | Soldiers of the Apocalypse | Fourty                | 8 dílů                     |
| 2013      | Arrow: Blood Rush          | Felicity Smoak        | mini-seriál, 6 dílů        |
| 2015      | Very Mallory               | Samu sebe (hlas)      | díl: „Emily Bett Rickards“ |
| 2015–2016 | Vixen                      | Felicity Smoak (hlas) | 2 episodes                 |
| 2016      | Paranormal Solutions Inc.  | Genevieve Kreme       | 8 dílů                     |

### Hudební video
| Rok  | Název                  | Umělec     |
| ---- | ---------------------- | ---------- |
| 2009 | „Never Gonna Be Alone“ | Nickelback |

### Divadlo
| Rok  | Název    | Roly  | Místo                    |
| ---- | -------- | ----- | ------------------------ |
| 2018 | Reboring | Kelly | Annex Theatre, Vancouver |
| 2019 | Reboring | Kelly | SoHo Playhouse, New York |

## Diskografie
| Rok  | Název           | Roly       | Autoři                            | Poznámky                      |
| ---- | --------------- | ---------- | --------------------------------- | ----------------------------- |
| 2018 | The Wicked Ones | vypravěčka | Cassandra Clare a Robin Wasserman | součástí série Nástroje smrti |

## Ocenění a nominace
| Rok  | Ocenění                                 | Kategorie                                                 | Nominována za | Výsledek  |
| ---- | --------------------------------------- | --------------------------------------------------------- | ------------- | --------- |
| 2013 | UBCP Award                              | nejlepší nováček                                          | Arrow         | nominace  |
| 2014 | Leo Awards                              | nejlepší seriálová herečka v hlavní roli: drama           | Arrow         | nominace  |
| 2014 | Teen Choice Awards                      | Female Breakout Star                                      | Arrow         | nominace  |
| 2015 | Leo Awards                              | nejlepší seriálová herečka v hostující roli: drama        | The Flash     | nominace  |
| 2015 | Leo Awards                              | nejlepší seriálová herečka v hlavní roli: drama           | Arrow         | nominace  |
| 2015 | MTV Fandom Awards                       | nejlepší seriálový pár (sdíleno se Stephenem Amellem)     | Arrow         | vítězství |
| 2015 | Teen Choice Awards                      | nejlepší seriálová herečka: sci-fi/fantasy                | Arrow         | nominace  |
| 2015 | Teen Choice Awards                      | nejlepší seriálový polibek (sdíleno se Stephenem Amellem) | Arrow         | nominace  |
| 2016 | Leo Awards                              | nejlepší seriálová herečka v hlavní roli: drama           | Arrow         | nominace  |
| 2016 | MTV Fandom Awards                       | nejlepší seriálový pár (sdíleno se Stephenem Amellem)     | Arrow         | vítězství |
| 2016 | Teen Choice Awards                      | nejlepší seriálová herečka: sci-fi/fantasy                | Arrow         | nominace  |
| 2016 | Teen Choice Awards                      | nejlepší seriálový polibek (sdíleno se Stephenem Amellem) | Arrow         | nominace  |
| 2017 | Leo Awards                              | nejlepší seriálová herečka v hlavní roli: drama           | Arrow         | nominace  |
| 2017 | Teen Choice Awards                      | nejlepší seriálová herečka: akční                         | Arrow         | nominace  |
| 2018 | Teen Choice Awards                      | nejlepší seriálová herečka: akční                         | Arrow         | nominace  |
| 2018 | Teen Choice Awards                      | nejlepší seriálový pár (sdíleno se Stephenem Amellem)     | Arrow         | nominace  |
| 2018 | Southampton International Film Festival | nejlepší filmová herečka v hlavní roli                    | Funny Story   | nominace  |
| 2019 | Teen Choice Awards                      | nejlepší seriálová herečka: akční                         | Arrow         | nominace  |